# Paardentram van Péruwelz
Tussen 1880 en het einde van de Eerste Wereldoorlog verbond de paardentram van Péruwelz het station van Péruwelz met de Basiliek van Onze-Lieve-Vrouw van Goede Bijstand in Bon-Secours, sinds 1977 deelgemeente van Péruwelz. De lijn werd aangelegd in het zog van de eerste stadstramlijnen in Brussel, Antwerpen, ... maar was dus ouder dan de buurttramlijnen die pas vanaf 1885 werden aangelegd.
De lijn stond volledig los van de in 1903 geopende buurtspoorlijn 420 Doornik - Péruwelz die eveneens eindigde aan het station van Péruwelz en van de Franse tramlijn Valenciennes - Bon-Secours die zijn eindpunt had op enkele honderden meter van de Frans-Belgische grens.

## Geschiedenis
Op 27 februari 1880 ondertekenden de burgemeester Edouard Simon en gemeentesecretaris Eugène Nicaise de vergunning die de heren François Delattre en Edouard Pilverdier toelieten om in de straat een tram aan te leggen. Het Koninklijk besluit dateert van 13 mei 1880. Het werd een enkelsporige tramlijn van 2,425 kilometer met één uitwijkspoor ter hoogte van Verte Chasse (huidige kruispunt van de Avenue de la Verte Chasse en Boulevard Léopold III) en aangelegd in (quasi) normaalspoor (spoorwijdte 1,44 m). Vanaf 1900 waren de gebroeders François en Mederic Delattre de vergunninghouders; zij werden in 1909 vervoegd door de heer La Bouverie die later als enige overbleef en dit tot aan de sluiting van de lijn. 
De stelplaats en paardenstallen waren gelegen op de hoek van de Rue Duez en de Place Deflinnes, vlak bij het station van Péruwelz.
De lijn werd gedurende haar korte bestaan bediend door paardentrams, lokaal vertaald naar le tram à k'vaux (tram à chevaux).
Oorspronkelijk eindigde de lijn op de binnenplaats van de herberg A l'Arbre Vert (uitgebaat door Edouard Pilverdier) maar na klachten van de concurrentie werd de eindhalte in 1892 ongeveer 50 meter naar beneden verlegd.

## Dienstuitvoering
De eerste rit werd uitgevoerd op 30 mei 1880 om 15.00 uur. De dienstregeling van 1887 telde acht ritten per dag en per richting die aansluiting gaven op de treinen. Bij grote toeloop in de zomer of bij bedevaarten, werden extra ritten ingelegd.
Bij momenten van grote toeloop reden verschillende trams na elkaar. Elk konvooi werd getrokken door twee of drie paarden en bestond uit een gesloten rijtuig met zitbanken in de lengterichting. Voor de dienst waren er zes dergelijke trams beschikbaar. De reizigers zaten dus rechtover elkaar met aan het uiteinde van elk rijtuig een open platform. 's Zomers werden twee open rijtuigen ingezet. Gezien het om tweerichtingsvoertuigen ging, moesten de paarden aan elke eindhalte gewisseld worden van kant.
Een enkele rit kostte 25 centimes. Gezien het succes werd vanaf 1882 een rijtuig 1e klasse toegevoegd; de ritprijs hiervoor bedroeg 50 centimes.
Teneinde de dienst te verbeteren, probeerde men in 1884 een stoomtram in te zetten maar de toenmalige Rue du Moulin (thans: Rue Albert 1er) bleek daarvoor te smal. Het plan om de lijn te elektrificeren kwam net voor de oorlog en dus te laat.

## Het einde
Tijdens de Eerste Wereldoorlog eisten de Duitsers de paarden op en werden deze vervangen door een stoomlocomotief. De rijtuigen werden toen ingezet om gewonden te vervoeren naar  de kostschool van de broeders maristen (tegenwoordig het Institut Saint-Charles de Péruwelz) die omgevormd werd tot militair hospitaal. Daartoe werd ter hoogte van het kruispunt van de Rue de Blaton een aftakking aangelegd. Er werd ook gestart met de aanleg van een tweede aftakking via de Vieux chemin de Leuze en Mont de Péruwelz naar het net over de Franse grens gelegen kasteel de l'Hermitage; dit project werd nooit afgewerkt.
Bij de wapenstilstand was de paardentram al definitief buiten dienst. Hoewel Péruwelz gespaard bleef van oorlogsgeweld en de infrastructuur intact was, werd de lijn in 1923 volledig opgebroken. Een privé-buslijn, ingelegd door de familie Vivier, kwam in de plaats.